# Valley Springs (Arkansas)
Valley Springs è un comune degli Stati Uniti d'America, situato in Arkansas, nella contea di Boone.